# Леонард Кляйнрок
Леонард Кляйнрок (13 червня 1934 , Нью-Йорк, Нью-Йорк ) — винахідник (США). Один з «батьків» Інтернету.

## Біографія
Леонард Кляйнрок виріс у Нью-Йорку в родині бідних іммігрантів. Його батько народився в Україні. У дитинстві склав детекторного радіоприймача з рулону туалетного паперу, старого леза для бритви, дроту, стержня від олівця, та конденсатора змінної ємності. Приймач працював, і з цього почалось його захоплення електронікою.
Навчався Леонард у Вищій науковій школі Бронкса, Массачусетському технологічному інституті.
1961 року, ще будучи студентом Массачусетського Технологічного Інституту, Л.Кляйнрок описав технологію, здатну розбивати файли на частини й передавати їх різноманітними шляхами через мережу. Молодий вчений опублікував свою наукову працю, присвячену цифровим мережевим зв'язкам — «Інформаційний потік у великих комунікаційних мережах». Ці ідеї лягли в основу його докторської дисертації, висновки з якої він опублікував у виданні «Комунікаційні мережі» (1964). У цій книжці Л.Кляйнрок виклав основні принципи (разом з його наступними теоретичними розробками) пакетної комунікації, які лежать в основі сучасної технології Інтернету.
Ідеї Л.Кляйнрока випереджали час, тому знайшли своє широке застосування лише в кінці 60-х років XX століття, коли ними зацікавилось Агентство з науково-дослідних проектів (ARPA), одним з напрямків діяльності якого стало створення комп'ютерних технологій для військових цілей, зокрема, зв'язку.
Цей історичний період — один з вершинних у світовому протистоянні США та СРСР. Запуск 1957 року радянського штучного супутника був прийнятий у США як сигнал про відставання США у військовій галузі. Стала реальністю загроза радянського використання ракет для нанесення ядерного удару по США. Тому ARPA була поставлена ціль — створити комп'ютерну мережу, якою могли б користуватися військові для оборони від ядерного нападу. Мережа повинна була використовуватися для здійснення зв'язку між командними пунктами системи оброни США. Головним критерієм для оцінки успішності системи повинна була стати її невразливість в момент часткового руйнування під час ядерної атаки. Крім того потрібно було забезпечити умови збереження секретності інформації, яка передається по мережі. Для виконання цієї умови була запропонована концепція мережі, що базується на двох основних ідеях: відсутність центрального комп'ютера (всі комп'ютери мережі рівноправні), пакетний спосіб передачі файлів мережею. В основу концепції її розробники поклали теорію пакетного пересилання файлів, висунуту Л.Кляйнроком ще 1961 року.
Л.Кляйнрок — член Національної технічної академії, багатьох американських та міжнародних наукових товариств. Він — автор понад 200 наукових статей, лауреат багатьох престижних нагород та відзнак.

## Зноски
1. ↑  http://ieeexplore.ieee.org/iel5/26/23841/01092824.pdf?arnumber=1092824
2. ↑  http://www.in.com/leonard-kleinrock/biography-172105.html
3. ↑  http://www.britannica.com/EBchecked/topic/1899212/Lawrence-Roberts
4. ↑  http://www.nndb.com/people/133/000026055/
5. 1 2  Математичний генеалогічний проєкт — 1997.
6. ↑  https://awards.acm.org/fellows/award-recipients
7. 1 2  Айзексон, 2017, с. 220.